# Житне (зупинний пункт)
Жи́тне — пасажирський залізничний зупинний пункт Полтавської дирекції Південної залізниці на лінії Бахмач-Пасажирський — Лохвиця.
Розташований у селах Житне та Москівщина Роменського району Сумської області між станціями Рогинці (10 км) та Ромни (4 км).
На платформі зупиняються приміські поїзди.